# Manuel Octavio Bermúdez
Manuel Octavio Bermúdez Estrada (Trujillo, Valle del Cauca, 15 de octubre de 1961-Cauca, 17 de octubre de 2024) fue un agresor sexual y asesino en serie colombiano. Apodado El monstruo de los cañaduzales por secuestrar niños y llevarlos posteriormente a las plantaciones de caña de azúcar para asesinarlos, torturarlos y abusar sexualmente de ellos. Era vendedor de helados y confesó que regalaba entre diez  y quince mil pesos colombianos a las víctimas para engañarlas.
Varios medios investigativos y periodísticos lo vinculan por el asesinato de 21 niños. Otros medios afirman que cerca de 34 menores de edad fueron asesinados por Manuel.
El 17 de octubre de 2024 fue asesinado mientras era trasladado en una camioneta del Inpec que fue emboscada y atacada, donde fallecieron también dos guardias y otro privado de la libertad.

## Crímenes
Manuel utilizaba un fármaco llamado lidocaína, perteneciente a la familia de los anestésicos locales, para anestesiar a sus potenciales víctimas. También utilizaba a menudo diversos objetos como cordones, jeringas, ampolletas y frascos. Para mediados de 2002, un niño que logró escapar de Manuel informó a las autoridades diversos aspectos físicos del asesino y que utilizaba una bicicleta. En 2003 fue detenido por las autoridades después de recibir los detalles específicos del paradero del asesino, y de la forma en que operaba. Según las autoridades, en la casa de Manuel se encontraron fotos de sus víctimas y gran variedad de «objetos y prendas íntimas». También encontraron un calendario.
Finalmente, confesó el asesinato de 21 menores de edad, entre los 9 y 13 años. Su condena fue de 56 años, posteriormente reducida. De haber cumplido su condena completa habría salido en 2029 con 68 años de edad, fue condenado a 26 años de cárcel, pero habría podido salir en libertad condicional o casa por cárcel en 2018 con 57 años de edad por cumplir las tres quintas partes de su condena, 15 años y seis meses, debido a que se sometió a sentencia anticipada, buen comportamiento y colaboración con la justicia. Se encontraba recluido en la Cárcel de Valledupar.
En 2015 el programa de televisión Crónicas RCN hizo un reportaje sobre este asesino en serie del Valle del Cauca, ahí confesó que asesinó a 23 niños durante 1999 a 2003. También el programa de televisión El Rastro de Caracol Televisión en 2012 y Discovery Channel en 2010.  También hay información sobre él en el libro del escritor y antropólogo colombiano Esteban Cruz Niño Los Monstruos en Colombia sí existen de 2013.